# سرگیفکا (شهرستان دیورتیولینسکی، باشقیرستان)
سرگیفکا (انگلیسی: Sergeyevka, Dyurtyulinsky District, Republic of Bashkortostan) یک شهرک در شهرستان دیورتیورلینسکی در استان باشقیرستان کشور روسیه است.